# Manuel Duarte Vieira Ferro

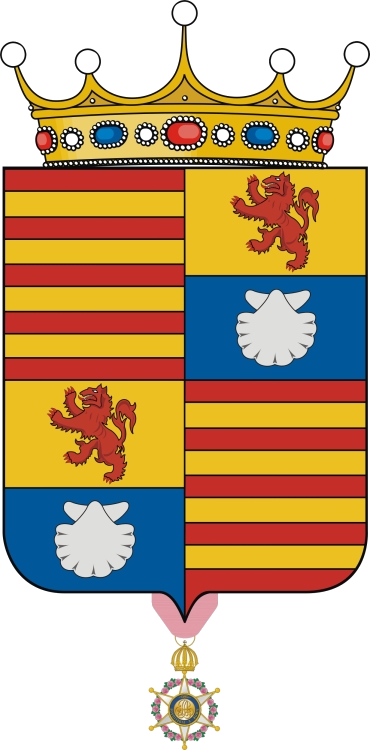
Brasão do barão de Jequiá.
Esquartelado: I e IV - Ferreira: de vermelho, com quatro faixas de ouro; II e III - Ferro (da Galiza): cortado: 1 - de ouro com um leão rompante de vermelho; 2 - de azul, com uma vieira de prata.

Manuel Duarte Vieira Ferro, primeiro e único barão de Jequiá (c. 1800 — Alagoas, maio de 1870) foi um fazendeiro brasileiro.
Foi filho de Ana Maria José Lins e Vasconcelos e de Manuel Vieira Dantas, sendo assim meio-irmão de João Lins Vieira Cansanção de Sinimbu, o visconde de Sinimbu, de Epaminondas da Rocha Vieira, o barão de São Miguel dos Campos e de Ana Luísa Vieira de Sinimbu, a baronesa consorte de Atalaia . Casou-se com Maria Carolina Duarte, da união nasceram.
- Manoel Duarte Vieira Ferreira Ferro, casado com Júlia da Rocha Barros.
- Anna Vieira Ferreira Ferro.
- João Duarte Vieira Ferreira Ferro [2].

Foi Deputado Provincial, suplente na legislatura de 1838-39 e titular em 1842-43 e 1844-45. Faleceu em Alagoas, em maio de 1870.
Sua louça era de porcelana francesa, com borda verde e friso de ouro, guarnecida com flores pintadas a mão e encimando o prato, dentro de uma reserva em branco, a inscrição B. de Jequiá, coroada em dourado. A marca do fabricante da louça está no verso: Ch. Pilliyuyt (1867).

## Títulos nobiliárquicos e honrarias
Era oficial da Imperial Ordem da Rosa e grande do Império.
Barão de Jequiá
Título conferido por decreto imperial em 14 de março de 1860. Faz referência à Lagoa de Jequiá; a palavra vem do tupi e significa covo de peixes.